# Gran Premi Crédito Agrícola de la Costa Azul
El Gran Premi Crédito Agrícola de la Costa Azul era una cursa ciclista per etapes que es disputava a Portugal. Creat el 2008, el 2011 va formar part del calendari de l'UCI Europa Tour, en la categoria 2.1. El 2012 va integrar-se a la Volta a l'Alentejo.

## Palmarès
| Any  | Vencedor        | Segon           | Tercer         |
| ---- | --------------- | --------------- | -------------- |
| 2008 | Javier Benítez  | Héctor Guerra   | Santi Pérez    |
| 2009 | Rui Costa       | Hugo Sabido     | Tiago Machado  |
| 2010 | Samuel Caldeira | Sergio Ribeiro  | Bruno Saraiva  |
| 2011 | Filipe Cardoso  | Samuel Caldeira | Jon Aberasturi |